# Heidelberger TV
 (juillet 2025).
Si vous disposez d'ouvrages ou d'articles de référence ou si vous connaissez des sites web de qualité traitant du thème abordé ici, merci de compléter l'article en donnant les références utiles à sa vérifiabilité et en les liant à la section « Notes et références ».
Maillots
Actualités
Dernière mise à jour : 2 août 2012.
Le Heidelberger Turnverein 1846 e.V. ou Heidelberger TV est un club allemand de rugby à XV basé à Heidelberg. Il participe à la 1. Bundesliga pour la saison 2012-2013.

## Palmarès
- Finaliste de la Rugby Bundesliga en 1974, 1979 et 1994
- Coupe d'Allemagne de rugby à XV : 2014[2], 2015